# Hermacha conspersa
Hermacha conspersa är en spindelart som beskrevs av Cândido Firmino de Mello-Leitão 1941. 
Hermacha conspersa ingår i släktet Hermacha och familjen Nemesiidae. Artens utbredningsområde är Colombia. Inga underarter finns listade i Catalogue of Life.